# Wu Hanxiong
Wu Hanxiong   (Shantou, 21 de gener de 1981) és un tirador d'esgrima xinès, ja retirat, especialista en floret, guanyador d'una medalla olímpica.
El 2004 va prendre part en els Jocs Olímpics d'Estiu d'Atenes, on disputà dues proves del programa d'esgrima. Guanyà la medalla de plata en la prova de floret per equips, mentre en la del floret individual fou setè.
En el seu palmarès també destaquen dues medalles en el Campionat del món d'esgrima, de plata el 2003 i de bronze el 2002, així tres medalles, dues d'or i una de bronze, en els Jocs Asiàtics de 2002 i 2006.